# Metropolregion São Paulo
Die Metropolregion São Paulo (portugiesisch Região Metropolitana de São Paulo), auch bekannt als Grande São Paulo, umfasst 39 Städte im brasilianischen Bundesstaat São Paulo, die durch das starke Bevölkerungswachstum im 20. Jahrhundert zu einer einzigen städtischen Agglomeration zusammengewachsen sind. Mit über 21,5 Millionen Einwohnern ist Grande São Paulo der elfgrößte städtische Ballungsraum der Welt, innerhalb der Metropolregionen in Brasilien nimmt sie Rang eins ein.
Für 2018 wurde die Einwohnerzahl auf etwa 21,5 Millionen geschätzt, dies entspricht mehr als 10 % der brasilianischen Bevölkerung.
Auch die Stadt São Paulo rangiert nach Einwohnern weltweit auf Platz sechs. In direkter Nachbarschaft zur Metropolregion São Paulo befinden sich rund um die Städte Campinas und Santos mit den Metropolregionen Campinas und Baixada Santista weitere städtische Agglomerationen. Rund um die Städte São José dos Campos, Sorocaba und Jundiaí ist ein Prozess der Konurbation zu verzeichnen. Zusammen mit der Metropolregion São Paulo leben in diesem als Complexo Metropolitano Expandido bezeichneten Gebiet knapp 32,2 Mio. Menschen.

## Subregionen
| Politische Karte der Subregionen (Quelle: Ergänzungsgesetz Nr. 1139 vom 16. Juni 2011) |                            |                                  |
| Norden (Sub-região norte);                                                             | Osten (Sub-região leste);  | Südosten (Sub-região sudeste);   |
| Südwesten (Sub-região sudoeste);                                                       | Westen (Sub-região oeste); | Stadt São Paulo mit Subregionen. |

Innerhalb der Metropolregion befindet sich auch die Industrieregion ABC Paulista, ein Zusammenschluss aus sieben Städten.